# Вектор Арина
„Вектор Арина“ е 12 000-на зала за спортни и развлекателни мероприятия в Окланд, Нова Зеландия. Името ѝ идва от спонсора на залата, фирмата Vector Limited. Арената се намира в Куай Парк, Парнел, в непосредствена близост до бившата жп гара на Окланд. „Вектор Арина“ струва около 80 милиона долара.
След закъснения поради проблеми, свързани със строителството, първият концерт на арената е Rock Star Supernova на 24 март 2007 г.

## Спорт
„Вектор Арина“, като най-голямата закрита зала не само в Окланд, но и в Нова Зеландия, се използва също и за спортни събития. В нея се провеждат национални и международни спортни събития в спортовете нетбол, хокей на лед, баскетбол, борба и др.